# Calommata megae
Calommata megae es una especie de araña del género Calommata, familia Atypidae. Fue descrita científicamente por Fourie, Haddad & Jocqué en 2011.
Se distribuye por Zimbabue. La especie posee caparazón y quelíceros de color marrón. Nombrada en honor a Meg Cumming, un coleccionista que hizo notables contribuciones a la aracnología africana.